# Stazione di Marotta-Mondolfo
La stazione di Marotta-Mondolfo è una stazione ferroviaria posizionata lungo la ferrovia Bologna-Ancona presso la località Marotta nel comune di Mondolfo.

## Storia
Nel 1846, papa Pio IX diede il via alla costruzione della ferrovia degli Stati della Chiesa, che portò alla costruzione della linea Roma – Ancona (via Foligno) e Bologna – Ancona.
Nel gennaio dello stesso anno il comune acquistò delle azioni che permisero la costruzione della strada ferrata transitante a Marotta a pochi metri dal mare. Nel 1861, i primi treni a vapore iniziarono a transitare lungo la nuova linea ferroviaria, che collegava Ancona a Bologna.
A quel tempo la stazione di Marotta-Mondolfo non esisteva ancora, dato che i treni effettuavano una semplice fermata presso un casello ubicato all'altezza della maggiore piazza cittadina, piazza Fiume, poi piazza dell'Unificazione.
Per volere dell'amministrazione comunale, ed in particolare del Sig. Sora, consigliere comunale dell'epoca, nel 1870 fu quindi proposta la realizzazione di una stazione ferroviaria e di uno scalo merci, in una zona più a sud rispetto alla vecchia fermata.
La stazione ferroviaria di Marotta-Mondolfo fu quindi inaugurata il 17 agosto 1884, in concomitanza allo scalo merci ad essa adiacente.
La stazione ebbe pochi danni dai bombardamenti della prima guerra mondiale e nel 1938 i primi treni poterono sfruttare la nuova elettrificazione a 3000 Volt CC della linea.
È stata restaurata a cura del comune di Mondolfo nei primi anni 2000. Ad ottobre 2013 viene sostituita la cartellonistica risalente agli anni ottanta con la versione più recente di RFI, già installata in molte stazioni a partire dal 2002.
Il 2 settembre 2019 è stato soppresso il passaggio a livello al km 169+423, situato in prossimità della stazione alla fine del binario 1 in direzione sud. Si trattava dell'ultimo passaggio a livello a barriere della linea adriatica ad essere rimosso da RFI, che al suo posto realizzerà un sottopasso ciclopedonale e l'ampliamento di un sottopasso carrabile già esistente 3 km più a sud.

## Architettura e caratteristiche ferroviarie
Il piazzale è dotato di quattro binari, di cui due passanti, ed un binario tronco. Dei quattro binari soltanto i primi 2 sono dotati di marciapiede e di elettrificazione per effettuare servizio viaggiatori. I binari tre e quattro, così come il tronchino, sono stati tagliati dalla ferrovia.
La stazione è servita da un bar, un'edicola, un sottopassaggio, biglietteria manuale (esercita da privati) a sportello singolo con servizio bancomat e carta di credito, due biglietterie automatiche per l'emissione di soli biglietti regionali, sala di aspetto e servizi igienici.

## Movimento ferroviario

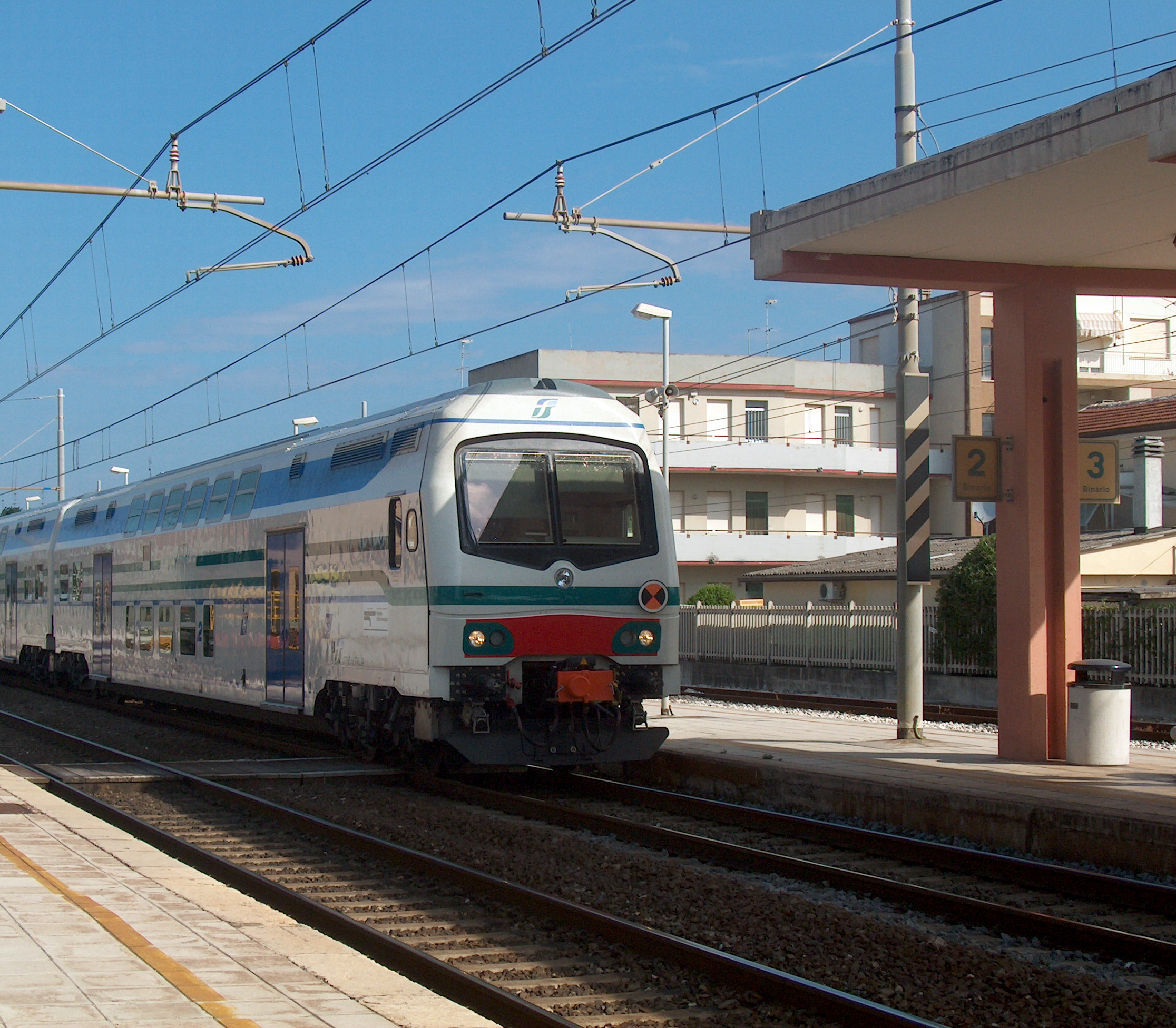
Un treno Vivalto in arrivo al secondo binario nel giugno 2007

Il traffico passeggeri alimentato dai pendolari e, soprattutto durante il periodo estivo, dai turisti. Grazie al fatto che le stazioni limitrofe come Pesaro, Fano, Senigallia ed Ancona sono situate nel centro della città, il treno è utilizzato come mezzo di spostamento quotidiano verso queste destinazioni. 
La frequenza dei collegamenti è oraria, e ogni mezz'ora o quarto d'ora nelle ore di maggiore affluenza.
I treni diretti a Nord, in partenza dal binario 1, hanno come destinazione:
- Pesaro
- Rimini
- Bologna Centrale
- Ravenna
- Piacenza
- Arezzo[5]
- Torino Porta Nuova[5]

I treni diretti a Sud, in partenza dal binario 2, hanno come destinazione:
- Ancona
- Pescara
- San Benedetto del Tronto
- Termoli

Ancona Marittima è stata una destinazione in direzione Sud fino al 2015, anno di soppressione del capolinea. Attualmente (2008), tutti i treni Regionali effettuano fermata in questa stazione, ad eccezione dei treni regionali festivi 1764 (Pescara - Milano Centrale) e 1792 (Arezzo - Ancona).

## Riconoscimenti
- La stazione per aver mantenuto la sua configurazione originale del 1884, oggi è un monumento di archeologia industriale riconosciuto dall'archeoclub d'Italia[7].
- La stazione è stata "adottata" dalla scuola media inferiore E. Fermi di Mondolfo, nell'ambito del progetto "La scuola adotta un monumento".

## Servizi
La stazione è classificata da RFI nella categoria silver.
La stazione dispone di:
- TAXI
- Biglietteria
- Capolinea autolinee
- Parcheggio di scambio
- Sottopassaggio
- Accessibilità per portatori di handicap
- Bar
- Edicola
- Servizi igienici